# Carmen (Mérimée)
Carmen ist der Titel einer 1845 erschienenen Novelle des französischen Schriftstellers Prosper Mérimée (1803–1870).
Sie bildet die Grundlage für das 1875 von Henri Meilhac und Ludovic Halévy verfasste Libretto zu Georges Bizets gleichnamiger Oper. Carmen wurde auch mehrmals für Ballett adaptiert. Das lateinische Wort carmen bedeutet „Liedgesang“, „Zauberdichtung“ oder auch „Orakelspruch“, sodass sich eine wohl gewünschte Konnotation des Namens Carmen ergibt.

## Inhalt

### Rahmenhandlung
Der Erzähler trifft auf einer Reise durch Andalusien auf einen Unbekannten, den er schon bald für einen gesuchten Räuber hält. Da dieser sich dem Erzähler gegenüber als Freund verhält, verhilft er ihm zur Flucht vor Soldaten. Einige Monate später erfährt der Erzähler von der Verhaftung und bevorstehenden Hinrichtung des Räubers Don José. Beim Besuch im Gefängnis erfährt der Erzähler dessen Lebensgeschichte.

### Binnenerzählung
Der Baske José Lizarrabengoa tötete im Streit seinen Gegner in einem Spiel und muss aus seiner Heimat fliehen. Er kommt nach Andalusien, arbeitet als Unteroffizier im Wachkommando an der Tabakfabrik von Sevilla und trifft dabei auf die junge Zigeunerin Carmen.
Während der Arbeit in der Tabakfabrik sticht die impulsive Carmen im Zuge eines Streits eine andere Frau mit einem Messer nieder. Der Unteroffizier erhält den Befehl, sie in das Stadtgefängnis zu überführen. Anstatt seiner Aufgabe gewissenhaft nachzukommen, lässt sich José von der Zigeunerin bezirzen und ermöglicht ihr die Flucht. Nach vierwöchigem Arrest und Degradierung zum gewöhnlichen Rekruten begegnet er Carmen ein weiteres Mal, wobei er sich unsterblich in sie verliebt. Aus Dankbarkeit für seine Hilfe bei ihrer Flucht verbringt Carmen die Nacht mit ihm. Gegen seine Erwartungen erhält er am nächsten Morgen von ihr eine Abfuhr, mit der Erklärung, sie seien nicht füreinander geschaffen und er solle sie am besten schnell wieder vergessen.
Nachdem er sich einige Wochen später – im Dienst als Wachposten – von ihr überreden lässt, bei der Schmuggelaktion einer Zigeunerbande ein Auge zuzudrücken, und dann noch einen von Carmens Liebhabern im Streit mit dem Säbel tötet, muss José aus Sevilla fliehen. Diesmal ist es Carmen, die ihm dabei hilft. Er tritt einer Schmugglerbande bei, für die auch Carmen als Kundschafterin bei kriminellen Unternehmungen zuständig ist. Er lebt wie ein Zigeuner, freundet sich mit dem Schmugglerdasein an und genießt vor allem die häufige Nähe zu Carmen, der er ständig seine Liebe kundtut. Auch sie sagt, dass sie ihn liebe.
Mit dem Erscheinen des einäugigen Garcia, der der eigentliche Anführer der Bande und zudem auch noch Carmens Mann ist, ist José in seiner Eifersucht und Wut nicht mehr zu bremsen, wird abermals zum Mörder und übernimmt Garcias Rolle. Doch nun hat José andere Pläne, er möchte das Zigeuner- und Gaunerleben aufgeben und mit Carmen in Amerika einen Neuanfang machen. Doch sie gibt an, dass sie ihn nicht mehr liebe, sondern den Picador Lucas. Carmen weigert sich mit aller Macht, seine Befehle beachtet sie nicht und sein Flehen lässt sie kalt: Eher würde sie sterben, als auf ihr freies Leben als Zigeunerin zu verzichten. Und so trifft José, nachdem all seine Anstrengungen nicht gefruchtet haben, seine fatale Entscheidung und tötet sie. Carmen wehrt sich nicht, da sie glaubt, dass es ihr Schicksal sei. Kurz nach dem Mord gibt er sich einem Wachposten zu erkennen, gesteht seine Tat und wird daraufhin zum Tode durch den Strang verurteilt.

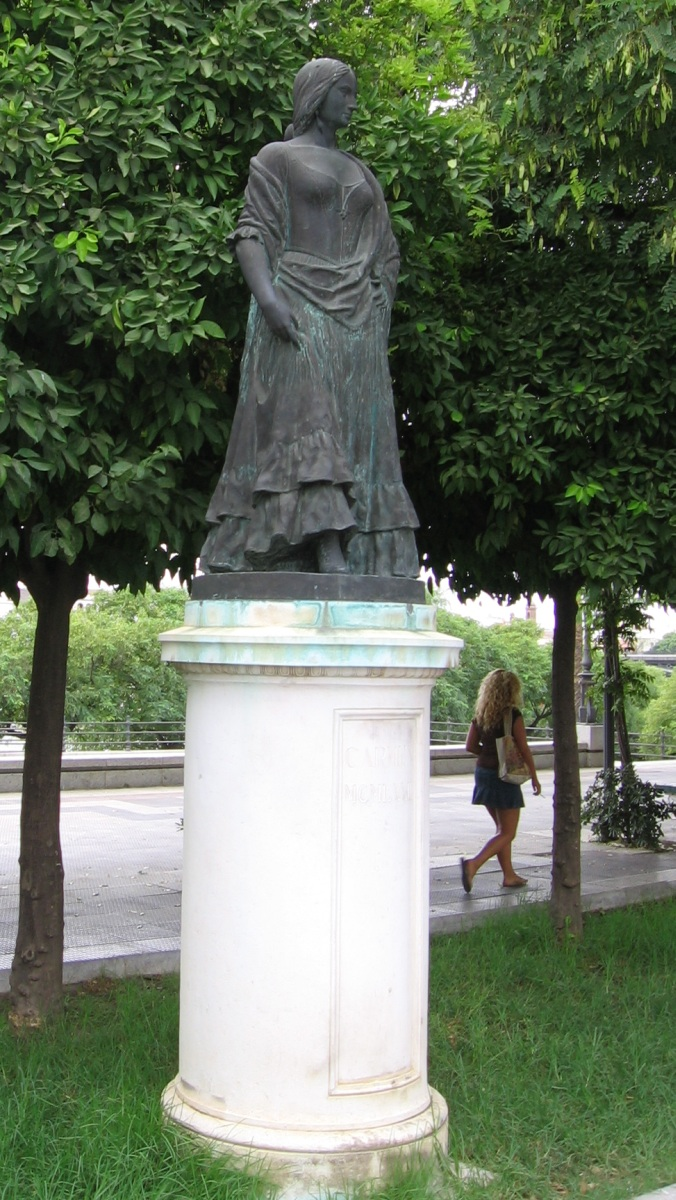
Sebastián Santos Rojas: Carmen-Statue in Sevilla (1973)

## Geschichtlicher Hintergrund
Mérimée zufolge basierte seine Figur der Carmen auf der Geliebten eines berüchtigten spanischen Deserteurs und Banditen namens Don José Maria Zempranito in den 1830ern. Diese verschmolz er mit einer gewissen Carmencita, der Frau eines Grafen von Montijo, welche eine Zigarettenarbeiterin in Granada war, bis der Graf sie entdeckte, sich in sie verliebte und sie gegen den Willen seiner Familie heiratete. Als Gast bei der Familie des Grafen hatte Mérimée von diesem familiären Skandal erfahren.

## Aktuelle Ausgaben
- Prosper Mérimée: Carmen, aus dem Französischen von Arthur Schurig, Anaconda, Köln 2006, ISBN 3-938484-76-4
- Prosper Mérimée: Carmen, aus dem Französischen von Walter Widmer, mit einem Essay von Marie Luise Kaschnitz, Diogenes-TB 23770, Zürich, 2008, ISBN 978-3-257-23770-2.
- Prosper Mérimée: Carmen und andere Novellen, aus dem Französischen von Arthur Schurig, Fischer-TB 90028, Frankfurt am Main 2008, ISBN 978-3-596-90028-2 (= Fischer Klassik).

## Ballettadaptionen
Bereits 1845 oder 1846, dreißig Jahre vor Bizets Opernfassung, wurde das Sujet von Marius Petipa in Madrid für ein Ballett verwendet: Carmen et son toréro. Zur Jahrhundertwende war Carmen eines der erfolgreichsten Ballette am Alhambra Theatre im Londoner West End. Es wurde dort dreimal neu produziert: 1897 mit Musik von Georges Jacobi, 1903 und 1912 mit Bearbeitungen von Bizets Opernfassung. Die Choreographen waren A. Bertrand, Lucia Cormani und Augustin Berger. 1949 präsentierte der französische Choreograph Roland Petit seine Carmen-Fassung in London, es folgten 1967 Alberto Alonso mit Maja Plissezkaja in der Titelpartie am Moskauer Bolschoi-Ballett und 1971 John Cranko mit Marcia Haydée am Stuttgarter Ballett. Für die Moskauer Produktion schrieb der Ehemann der Plissezkaja, der Komponist Rodion Schtschedrin, eine Neufassung für Streichorchester und Schlaginstrumente. Die Musik zur abendfüllenden Stuttgarter Fassung von Cranko komponierte Wolfgang Fortner in Zusammenarbeit mit Wilfried Steinbrenner. Sie basiert auf Collagen, die sie Georges Bizets Oper entnommen und in Zwölftontechnik umgesetzt haben.
Bis in die Gegenwart werden regelmäßig Neufassungen präsentiert, die zumeist auf der Musik der gleichnamigen Oper von Bizet beruhen, darunter Arbeiten der Choreographen Antonio Gades (Paris 1983), José de Udaeta (Düsseldorf 1989), Mats Ek (Cullberg Ballet 1992), Davide Bombana (Toulouse 2006, danach auch in Toronto und Wien), Richard Wherlock (Basel 2010), Carlos Acosta (Royal Ballet London 2015) und Mirko Mahr (Oper Leipzig 2016).

## Opernadaption
- Georges Bizet: Carmen. Oper in vier Aufzügen Textbuch französisch-deutsch (Universal-Bibliothek Nr. 9648) / Libretto von Henri Meilhac und Ludovic Halévy nach der Novelle von Prosper Mérimée. Übers. und hrsg. von Henning Mehnert, Reclam (Stuttgart) 1997, ISBN 3-15-009648-0

## Comicadaption
1981 adaptierte der französische Künstler Georges Pichard die Geschichte für einen Comic, der bei Edition Albin Michel in Paris erschienen ist und 1982 auch in Deutschland vom Bahia Verlag in München (dann 1984 vom Heyne Verlag) verlegt worden ist.
- Georges Pichard: Carmen, München (Heyne-Bücher: 21; Heyne-Bildpaperback Nr. 11; Aus dem Franz. übers. von Dorian Link) 1984, ISBN 3-453-52091-2

## Hörbuchadaption
2006 wurde die Erzählung von Helmut Hafner vertont. Das Hörbuch ist bei hoerbuch.cc-Verlag in Wien erschienen.
- Carmen und andere Novellen /Prosper Mérimée/; Übers. von Arthur Schurig; bearb. von Alexander Kraft, Sprecher: Helmut Hafner, Wien (hoerbuch.cc), 2006, ISBN 3-900037-74-4

## Filmadaptionen
- 1915: Carmen von Cecil B. DeMille – mit Geraldine Farrar
- 1915: Carmen von Raoul Walsh – mit Theda Bara
- 1916: Burlesque on Carmen von Charles Chaplin – mit Edna Purviance
- 1918: Carmen von Ernst Lubitsch – mit Pola Negri
- 1926: Carmen von Jacques Feyder – mit Raquel Meller
- 1938: Carmen la de Triana von Florián Rey – mit Imperio Argentina
- 1945: Carmen von Christian-Jaque – mit Viviane Romance
- 1948: Liebesnächte in Sevilla (The Loves of Carmen) von Charles Vidor – mit Rita Hayworth
- 1954: Carmen Jones von Otto Preminger – mit Dorothy Dandridge
- 1967: Mit Django kam der Tod (L’Uomo, l’orgoglio, la vendetta) von Luigi Bazzoni – mit Franco Nero
- 1983: Carmen von Carlos Saura – mit Laura del Sol
- 1983: Vorname Carmen von Jean-Luc Godard – Maruschka Detmers
- 1984: Carmen von Francesco Rosi – mit Julia Migenes
- 2003: Carmen von Vicente Aranda – mit Paz Vega